# Hobson's Choice
Hobson's Choice este un album al formației Carla's Dreams.

## Tracklist
1. Если бы...
2. Pentru Cei Ce Pot
3. It's Raining
4. На перекрёстках
5. На перекрёстках (Instrumental)
6. Tata
7. Tata (Instrumental)
8. My Girl
9. My Girl (Instrumental)
10. Летать
11. Летать (Instrumental)
12. Raslabon (+18)
13. Fallin'
14. Fallin' (Instrumental)
15. Mama
16. Cântec De Leagăn
17. Стена...
18. Dati-n Chizda Matii (+18)
19. Track 0
20. Track 0 (Instrumental)